# Printemps (Alma-Tadema)
Pour les articles homonymes, voir Printemps (homonymie).
Printemps – ou Spring en anglais  – est un tableau réalisé par le peintre britannique Lawrence Alma-Tadema en 1894. De format vertical, cette huile sur toile représente une procession descendant un escalier public sous des jets de fleurs, dans une ville antique construite en marbre. Il s'agirait d'une variation sur les fêtes religieuses romaines de printemps, parmi lesquelles les Cerealia ou les Floralia. Achetée en 1972, l'œuvre fait partie des collections du J. Paul Getty Museum de Los Angeles, aux États-Unis.